# Alex Scott
Alexandra Virina Scott detta Alex (Londra, 14 ottobre 1984) è un'ex calciatrice inglese, di ruolo difensore.
Durante la sua ultradecennale carriera ha conseguito numerosi titoli nazionali e ha indossato sia la maglia della nazionale inglese, con la quale ha ottenuto un secondo posto agli Europei di Finlandia 2009 e un terzo posto ai Mondiali di Canada 2015, e quella della nazionale britannica in rappresentanza del Regno Unito alle Olimpiadi di Londra 2012.

## Carriera

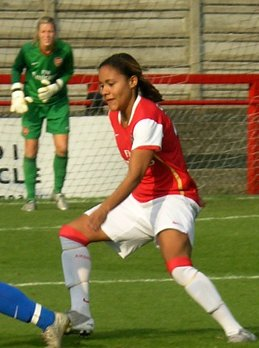
Alex Scott mentre gioca per l' con Emma Byrne.

### Inizio in Inghilterra
Scott firma con l'Arsenal nel 1992, all'età di otto anni.Lei rimane con l'Arsenal fino alla stagione 2004-2005 della FA Women's Premier League in cui lei passa al Birmingham City. Con la nuova giocatrice Scott, il club finisce quarto nella FA Women's Premier League National Division. Tuttavia a causa dei problemi finanziari del Birmingham, ritorna all'Arsenal giocando ancora in Premier League per la stagione 2005-2006.
Dopo il ricongiungimento con l'Arsenal, Scott aiuta il club alla doppia vittoria della FA Women's Premier League National Division e della FA Women's Cup. Lei era una figura chiave nella storia dell'Arsenal. Quattro stagioni in cui vincono tutte le competizioni dei loro trofei, incluso la UEFA Women's Cup 2006-07. Arsenal fu la prima squadra dell'Inghilterra a vincere questa competizione, con Scott che segna l'unica rete nella doppia sfida con l'Umeå IK.

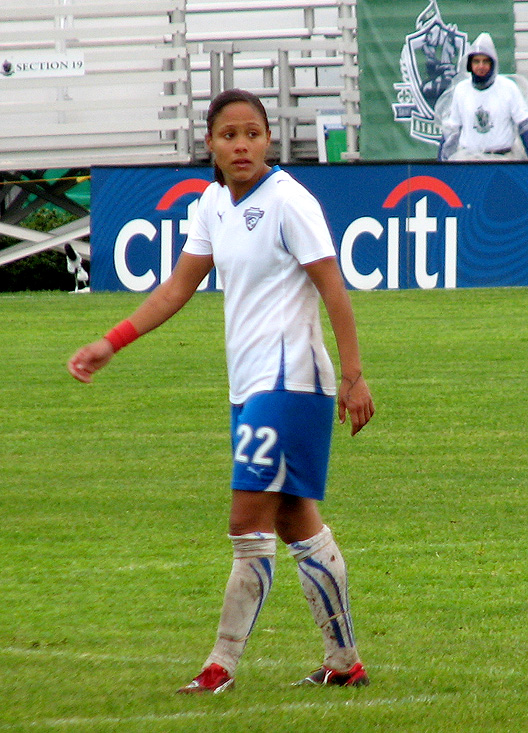
Alex Scott mentre gioca per il in WPS.

### Trasferimento negli Stati Uniti
Dopo la creazione di una nuova lega femminile negli Stati Uniti, Women's Professional Soccer, fu annunciato il 25 settembre 2008 che i suoi diritti di gioco WPS venivano assegnati al Chicago Red Stars, il cui allenatore era un ex assistente dell'Arsenal, Emma Hayes. Il 15 gennaio 2009 si trasferisce al Boston Breakers e il 6 febbraio 2009 ha annunciato che avrebbe lasciato l'Arsenal per unirsi con il suo nuovo team.
Nella stagione inaugurale del 2009 della Women's Professional Soccer season, Scott gioca in 17 partite (tutte dall'inizio, 1446 minuti totali) per i Breakers. Segna un goal e serve un assist. Nella stagione 2010 della Women's Professional Soccer Scott gioca in 21 partite (tutte dall'inizio, 1 890 minuti totali) e serve due assist. Gioca dall'inizio 14 delle sue 15 partite (giocati 1249 minuti) nella stagione 2011 della Women's Professional Soccer. Nel dicembre 2011 Scott ritorna all'Arsenal in prestito per tre partite del tour di pre-stagione in Giappone.

### Nazionale
Scott fa parte della Nazionale femminile di calcio dell'Inghilterra. Fa il suo debutto contro la Nazionale femminile di calcio dei Paesi Bassi il 18 settembre 2004. Lei ha fatto parte anche dell' U-19 e U-21 dell'Inghilterra. per la Nazionale femminile di calcio dell'Inghilterra, Scott ha giocato nella UEFA Women's Euro 2005 e nella UEFA Women's Euro 2009, inoltre alla FIFA Women's World Cup del 2007 e alla FIFA Women's World Cup del 2011.

## Palmarès

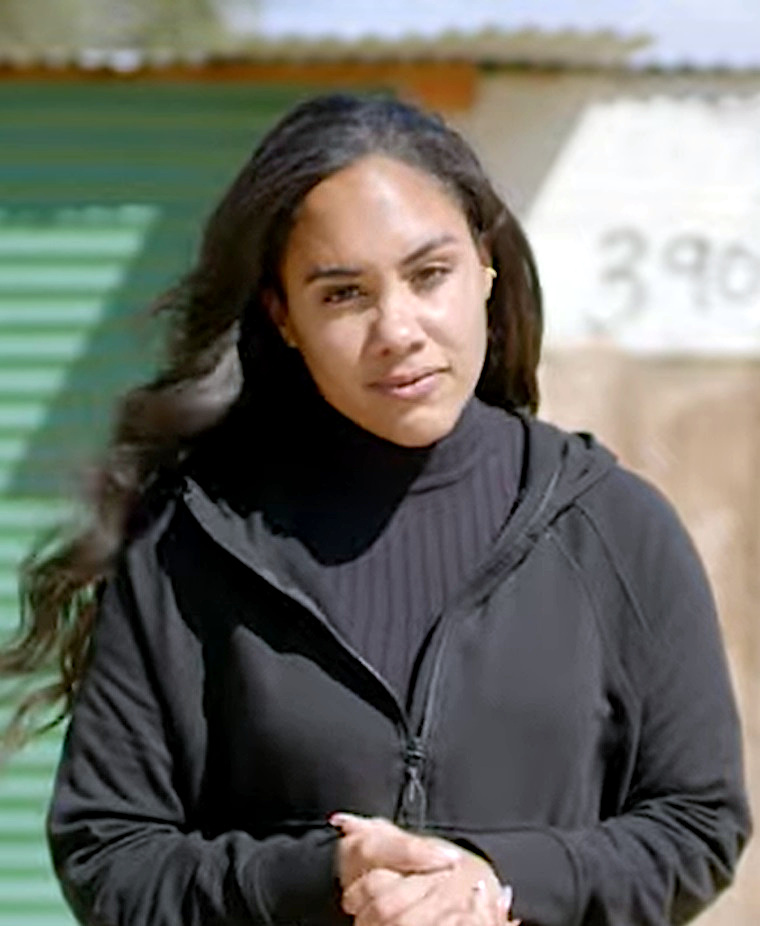
Alex Scott nel 2024 in Soccer Aid per l'UNICEF

### Club
- Campionato inglese: 1

Arsenal: 2012
- Women's FA Cup: 2

Arsenal: 2012-2013, 2013-2014
- FA WSL Cup: 2

Arsenal: 2012, 2013
- FA Women's Premier League National Division: 3

Arsenal: 2005-2006, 2006-2007, 2007-2008

### Nazionale
- Cyprus Cup: 3

2009, 2013, 2015

## Reti internazionali
| #  | Data             | Stadio                                 | Avversario  | Risultato | Competizione                        | Goal |
| -- | ---------------- | -------------------------------------- | ----------- | --------- | ----------------------------------- | ---- |
| 2  | 27 ottobre 2005  | Tapolca                                | Ungheria    | 13–0      | Qual. al Mondiale di Cina 2007      | 2    |
| 3  | 11 maggio 2006   | St. Mary's, Southampton                | Ungheria    | 2–0       | Qual. al Mondiale di Cina 2007      | 1    |
| 4  | 25 ottobre 2006  | Waldstadion, Ahlen                     | Germania    | 1–5       | Amichevole                          | 1    |
| 5  | 8 marzo 2007     | National Hockey Stadium, Milton Keynes | Russia      | 6–0       | Amichevole                          | 1    |
| 6  | 28 gennaio 2007  | Guangdong Olympic Stadium, Canton      | Stati Uniti | 1–1       | Four Nations Tournament             | 1    |
| 8  | 27 ottobre 2007  | Bescot Stadium, Walsall                | Bielorussia | 4–0       | Qual. all'Europeo di Finlandia 2009 | 2    |
| 9  | 26 novembre 2009 | Buca Arena, Smirne                     | Turchia     | 3–0       | Qual. al Mondiale di Germania 2011  | 1    |
| 11 | 1º marzo 2010    | Stadio Neo GSP, Nicosia                | Italia      | 3–2       | Cyprus Cup 2010                     | 2    |
| 12 | 21 agosto 2010   | Sepp-Doll-Stadion, Krems               | Austria     | 4–0       | Qual. al Mondiale di Germania 2011  | 1    |